# Posadas (Argentine)
Pour les articles homonymes, voir Posadas.
Posadas est une ville d'Argentine et la capitale de la province de Misiones ainsi que le chef-lieu du département Capital de la province. Elle est construite sur la rive gauche du grand fleuve Paraná, dans le sud-ouest de la province et face à la ville paraguayenne d'Encarnación.
On y accède par la route nationale 12.

## Géographie
À l'origine la ville de Posadas occupait uniquement la zone de forêt-galerie qui court le long du Paraná (un rien plus large qu'ailleurs en cet endroit), mais sa forte croissance a fait qu'elle a débordé sur les régions de savane typique du sud de la province de Misiones. Le relief présente des collines pas très hautes, mais avec des dénivellations parfois abruptes, sauf dans la zone toute proche du fleuve. L'aire urbaine s'étend sur 8 km vers le sud au départ du fleuve et sur 6 km à l'ouest du coude effectué ici par le Río Paraná.

### Le Río Paraná
La ville est installée sur un massif basaltique d'une très forte résistance à l'érosion. Il y a des milliers d'années, ce massif formait une barrière infranchissable pour le fleuve qui tournait alors à gauche (à l'est) et continuait ainsi sa course pour déboucher dans l'Atlantique quelque part dans l'État brésilien du Rio Grande do Sul ou plus vraisemblablement dans la vallée actuelle de l'Uruguay. Puis le fleuve fut capté à cet endroit par un affluent du Paraguay actuel et commença à suivre le cours que nous lui connaissons. C'est ce massif et son franchissement qui ont causé le double virage à 90° du fleuve, d'abord vers le nord, puis vers l'ouest grâce à quoi la ville est entourée d'eau à l'est et au nord.
La rive du Río Paraná est très différente dans le secteur est de la rive, par rapport au secteur nord.
À l'est la plus grande partie de cette rive est constituée de terrains bas, tandis qu'au nord elle est constituée de falaises abruptes qui forment un paysage très impressionnant et pittoresque. Ce qui fait qu'elle est très recherchée par les classes aisées de la cité, tandis que la rive est héberge des quartiers populaires.
Le lac du barrage de Yacyretá s'étend actuellement jusqu'aux limites ouest de la ville atteignant Garupá. Mais il est prévu que le niveau de la retenue monte prochainement de 7 mètres, ce qui provoquera d'importants changement dans la physionomie locale, surtout sur la rive nord (quartiers chics) où on a déjà délogé les habitants du bord de l'eau, et au niveau des confluents des cours d'eau (qui abondent dans cette région fort arrosée).
On a déjà construit l'avenida Costanera (avenue riveraine) en tenant compte de cette future montée des eaux.

## Population et société

### Démographie
Lors du recensement de 2001 le nombre d'habitants était de 252 981, soit une croissance intercensitaire de 25,44 % par rapport à 1991, c’est-à-dire nettement plus que la moyenne nationale de près de 10 %.
C'est la ville la plus peuplée de la province de Misiones et son centre administratif, commercial et culturel. L'origine de la ville est l'existence d'un port sur le Río Paraná. Mais sa croissance fut tardive car la province fut l'un des derniers territoires d'Argentine à se peupler. Cependant actuellement c'est une des villes les plus actives et montrant le plus fort dynamisme démographique de toute la région du nord-est argentin.
La population est principalement d'origine Espagnole et indigène (surtout du groupe ethnique Ava), résultant généralement du mélange des deux parties, étant l'origine ethnique des colons qui ont initialement constitué la ville et également de la majorité de ceux qui sont arrivés à partir du XXe siècle du reste de la province et Paraguay (les Paraguayens étant le plus grand groupe étranger). Parmi ceux qui ont émigré du reste de Misiones, il y a aussi des descendants d'Allemands (d'autres personnes de cette ascendance sont venues du sud du Brésil dans la première moitié du XXe siècle), de Polonais et d'Ukrainiens, ainsi qu'un petit groupe d'indigènes Mbyá. D'autres petites minorités sont Roms, Ashkénazes et des descendants d'Italiens et de Français, ainsi que des immigrants de Colombie (arrivés depuis la fin des années 2000) et d'Asie (principalement des Laotiens de l'ethnie Hmong -arrivés à la fin des années 1970 en tant que réfugiés de la guerre civile laotienne-, Japonais -qui sont arrivés au milieu du XXe siècle et les Chinois -sont arrivés des années 2000-). Les autres immigrants qui constituent un très petit nombre et sont généralement arrivés à la fin du XXe siècle et au XXIe siècle sont les Boliviens, les Haïtiens (qui sont principalement des étudiants universitaires), les Péruviens, les Sénégalais, les Sud-Coréens et les Taïwanais.
Son influence s'étend sur la ville de Garupá, avec laquelle elle forme le Grand Posadas. L’aire métropolitaine de Posadas (Grand Posadas), soit un territoire allant jusqu’à Garupá et Candelaria, compte aujourd’hui près de 323.729 habitants.
Le pont San Roque González de Santa Cruz, construit au-dessus du Río Paraná l'unit à la cité voisine d'Encarnación, au Paraguay.
La ville est aussi le siège de l'évêché de Posadas (Diocèse de Posadas), lequel a désigné comme patron de la ville Saint Joseph-Artisan, avec la cathédrale Saint-Joseph.

### Sport
Le principal club de football de la ville est Guaraní Antonio Franco.

## Galerie photographique

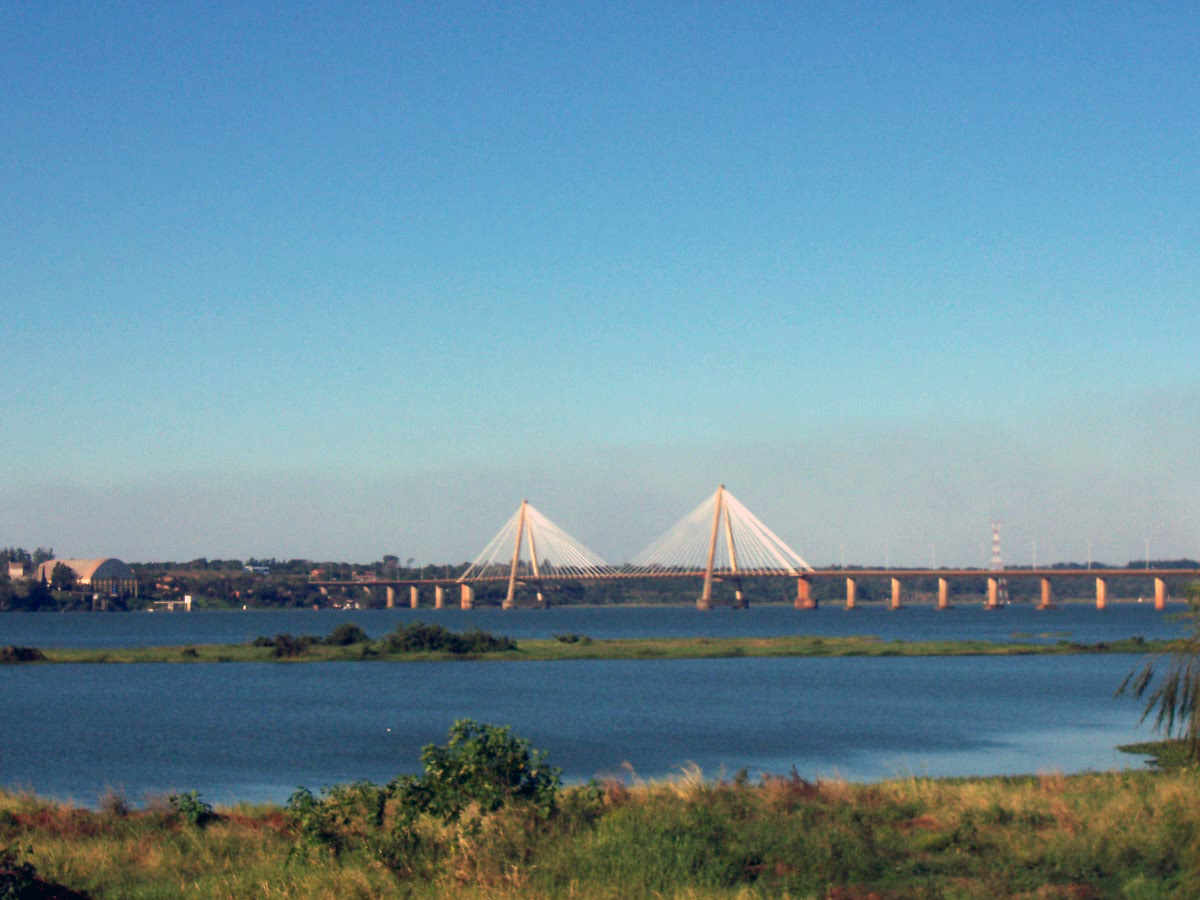
Le pont San Roque qui relie la ville de Posadas à sa voisine paraguayenne Encarnación.
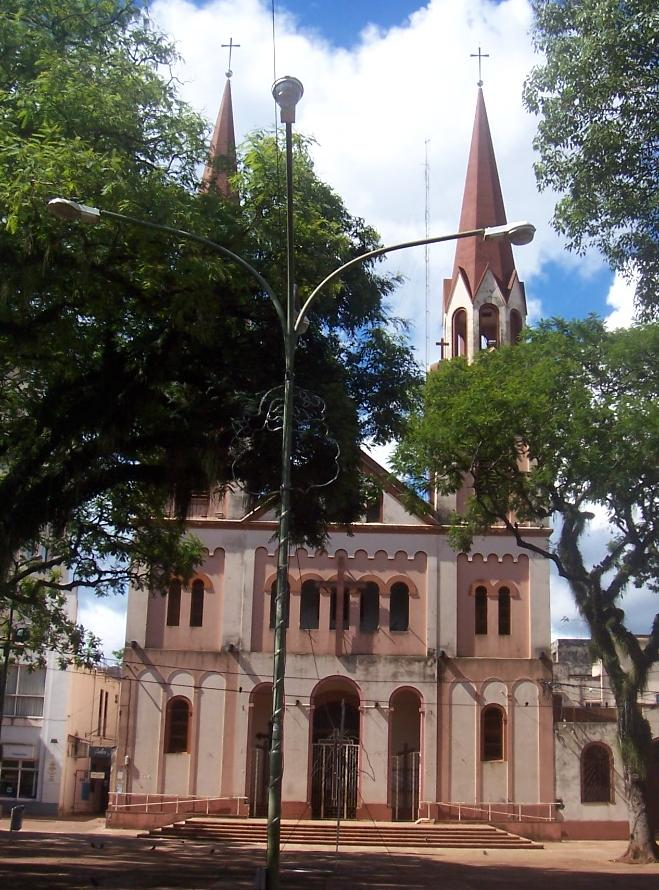
La cathédrale Saint-Joseph.

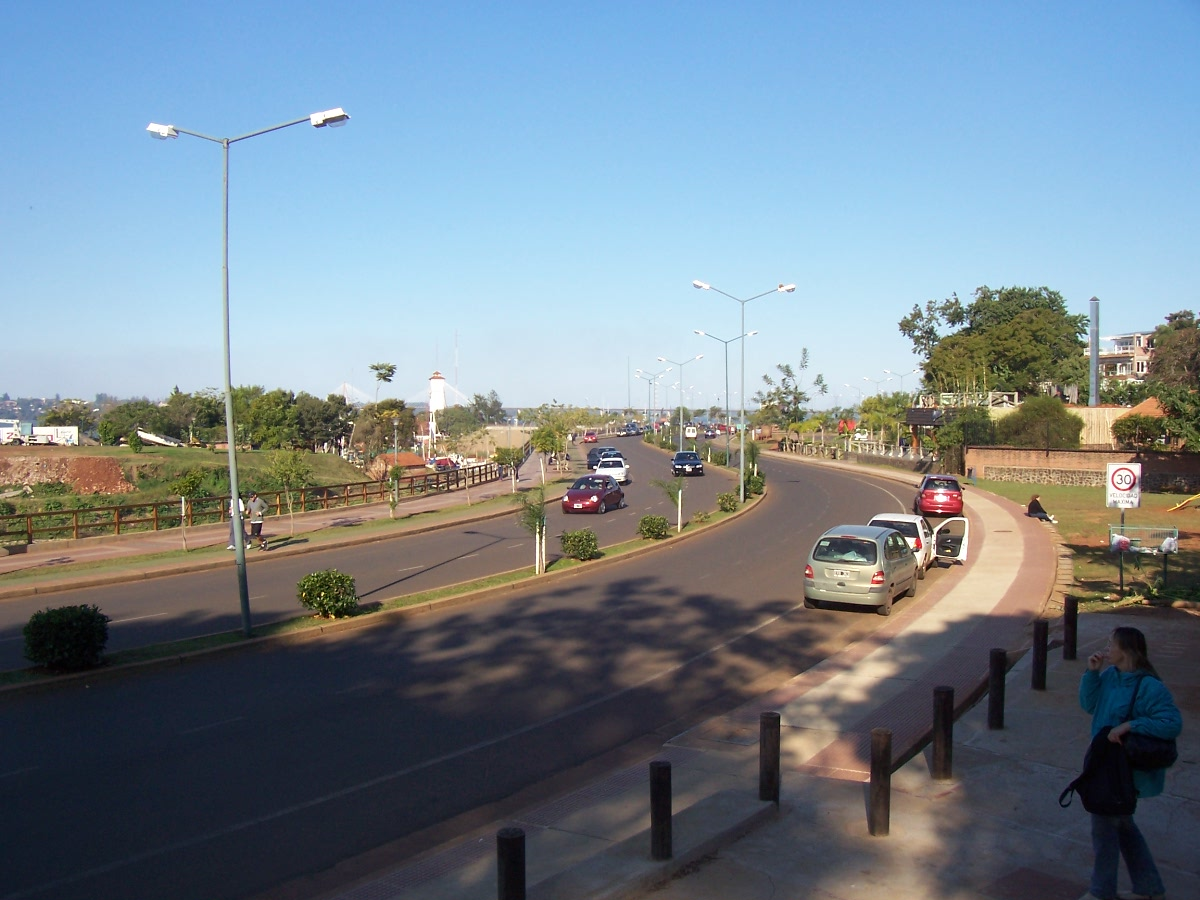
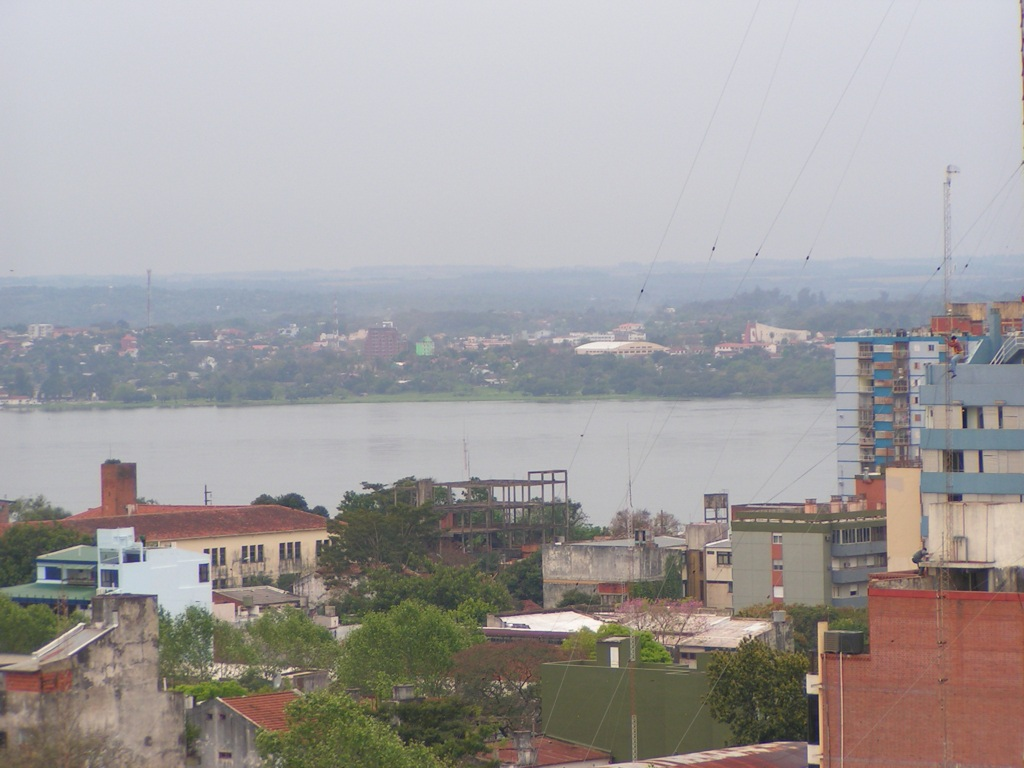
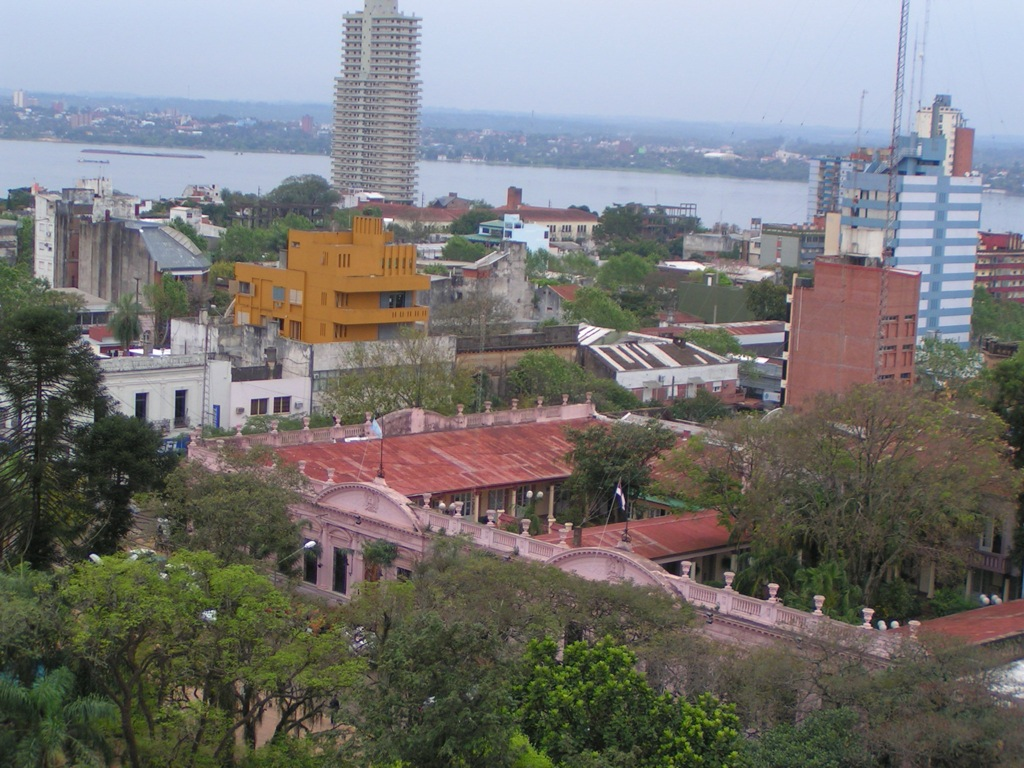